# Monrovia Club Breweries
Monrovia Club Breweries – liberyjski klub piłkarski grający w drugiej, a niegdyś w pierwszej lidze liberyjskiej, mający siedzibę w mieście Monrovia. Wcześniej nosił nazwę Monrovia Breweries International.

## Sukcesy
- Puchar Liberii[1]:
  - zwycięstwo (3): 1994, 2016, 2021.

- Superpuchar Liberii[1]:
  - zwycięstwo (1): 2016.

## Występy w afrykańskich pucharach
| Sezon     | Rozgrywki           | Runda   | Kraj     | Klub       | Dom | Wyjazd | Dwumecz |
| --------- | ------------------- | ------- | -------- | ---------- | --- | ------ | ------- |
| 2017      | Puchar Konfederacji | wstępna | Algieria | JS Kabylie | 3–0 | 0–4    | 3–4     |
| 2021/2022 | Puchar Konfederacji | 1       | Mali     | Binga FC   | 0–2 | 0–3    | 0–5     |

## Stadion
Domowe mecze klub rozgrywa na stadionie o nazwie Antoinette Tubman Stadium w Monrovii, który może pomieścić 15000 widzów.

## Reprezentanci kraju grający w klubie
Stan na lipiec 2023.
| - Nicholas Andrews - Prince Balde - Festus Blapoh - Marvin Blapoh - Teah Dennis - Oscar Dorley - Raymond Fanciah - Melvin George - Samson Giddings - Blamah Kamara - Musa Kebbay | - Prince Kennedy - Curtis Koon - Abdulai Koulibaly - Sidiki Kromah - Marcus Macauley - Sylvanus Morris - Sylvanus Nimely - Isaac Pupo - Benjamin Sackor - Solomon Wesseh - Carlos Williams |